# Ingo von Voß
Ingo von Voß (* 29. Mai 1954 in Hamburg) ist ein ehemaliger deutscher Diplomat. Zuletzt war er von 2016 bis 2020 Botschafter der Bundesrepublik Deutschland in Uruguay.

## Leben
Nach dem Abitur und dem Wehrdienst studierte von Voß ab 1976 Rechtswissenschaften in Hamburg, Lausanne und Genf. 1986 wurde er promoviert. Anschließend trat er in den Auswärtigen Dienst ein. 1988 bis 1991 war er Leiter des Konsular- und Pressereferats beim deutschen Generalkonsulat in São Paulo, Brasilien. Danach war von Voß als Referent in der Zentralabteilung des Auswärtigen Amt tätig. Ab 1994 leitete er das Wirtschaftsreferat der deutschen Botschaft in Moskau. 1997 wurde er Leiter des Pressereferats der Ständigen Vertretung der Bundesrepublik Deutschland bei der NATO in Brüssel. Nach einem erneuten Einsatz in der Zentralabteilung des Auswärtigen Amts, diesmal als stellvertretender Referatsleiter, ging von Voß 2003 als politischer Referent an die Ständige Vertretung der Bundesrepublik Deutschland bei den Vereinten Nationen in Genf. Nach einer weiteren Tätigkeit als Referatsleiter in der Zentralabteilung von 2006 bis 2010 wurde von Voß Gesandter an der Deutschen Botschaft in Prag. 2013 bis 2016 war er Generalkonsul am deutschen Generalkonsulat in Thessaloniki, Griechenland. Von 2016 bis zu seinem Eintritt in den Ruhestand 2020 war er Botschafter der Bundesrepublik Deutschland in Montevideo, Uruguay.
Von Voß ist verheiratet und hat zwei Kinder.